# Thomas Nkobi

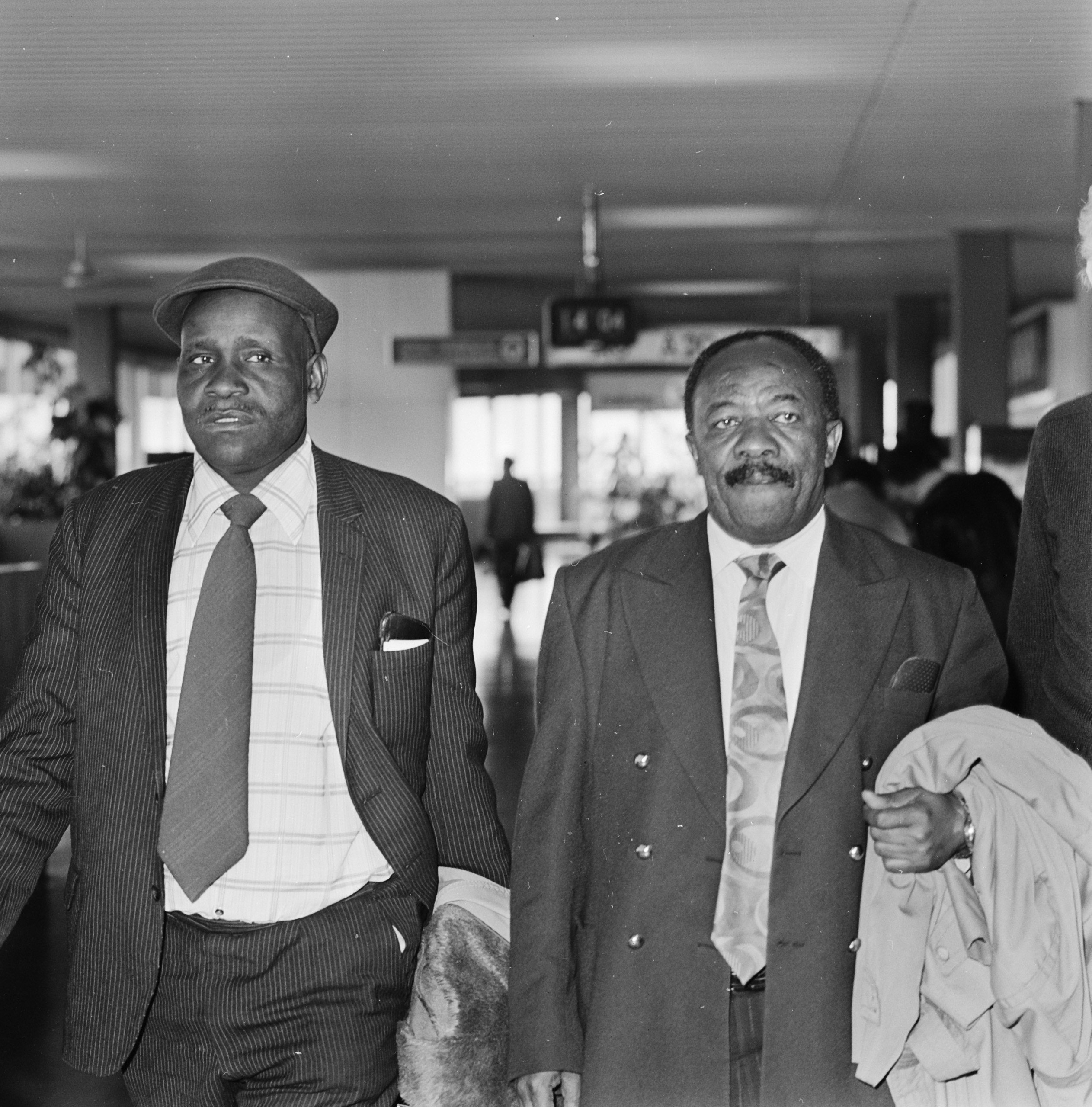
Thomas Nkobi und Alfred Nzo (1977)

Thomas Titus Nkobi (* 22. Oktober 1922 in Plumtree, Südrhodesien; † 25. September 1994 in Johannesburg, Südafrika) war ein führender Politiker des südafrikanischen African National Congress (ANC) und eine Schlüsselfigur der Anti-Apartheid-Bewegung. Bis zu seinem Tod war er Schatzmeister und Parlamentsabgeordneter des ANC.

## Leben
Thomas Nkobi, genannt Comrade T.G. („Kamerad T.G.“ oder „Genosse T.G.“) wurde im Südmatabeleland im heutigen Simbabwe geboren. Im Alter von zehn Jahren zog er nach Südafrika, wo sein Vater als Wanderarbeiter in Bergwerken arbeitete. Er besuchte das 1853 gegründete Adams College nahe Amanzimtoti in Natal, zusammen mit Joshua Nkomo, später hochrangiger Politiker in Simbabwe. Anschließend besuchte er 1946 die Bantu High School (später Madibane High School) im Western Native Township in Johannesburg und begann ein Studium am Pius XII College in Roma in Basutoland. Dort erlangte er den Abschluss Bachelor of Commerce.

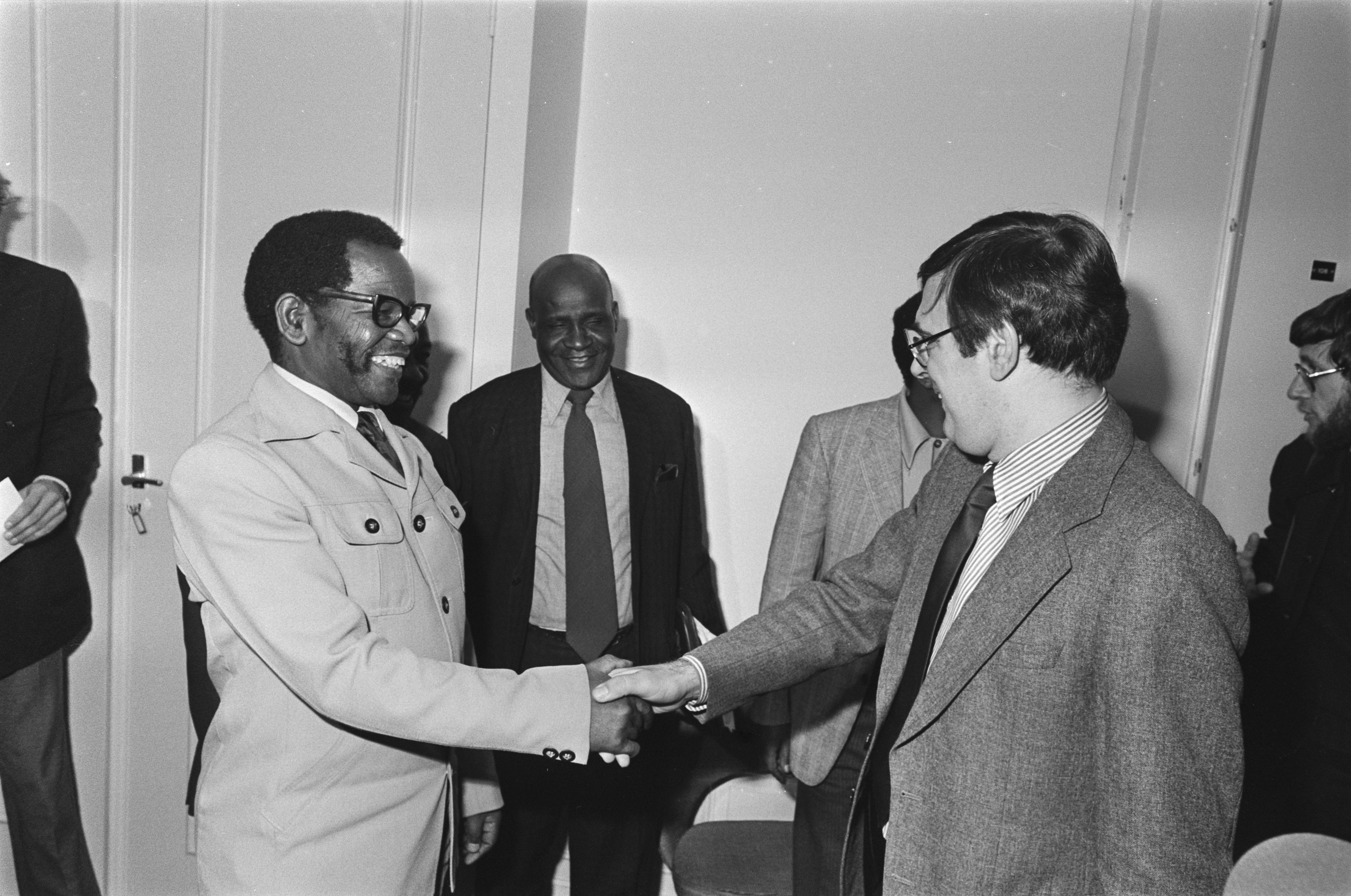
Thomas Nkobi (Mitte, 1977)

Nkobi engagierte sich politisch erstmals 1944 beim gewaltlosen Busboykott in Alexandra, einem Stadtteil Johannesburgs. 1950 wurde er Mitglied des ANC und spielte eine führende Rolle in der 1952 gestarteten Defiance Campaign. Er reiste wie viele andere Freiwillige von Dorf zu Dorf und befragte die schwarzen Bewohner nach ihren Vorstellungen, damit diese in die Freiheitscharta aufgenommen werden konnten. Nkobi nahm als Delegierter Alexandras am Volkskongress in Kliptown teil, wo die Freiheitscharta verabschiedet wurde.
1957 wurde Nkobi weithin bekannt, als er das Second Alexandra Peoples Transport Committee (etwa „Zweites Komitee für den öffentlichen Nahverkehr in Alexandra“) anführte, das einen weiteren Busboykott in den Townships um Johannesburg und Pretoria koordinierte, nachdem der Fahrpreis um 25 Prozent erhöht worden war. Der Busboykott war eine der wenigen erfolgreichen Widerstandsaktionen der Schwarzen gegen das Apartheidregime. Im selben Jahr wurde er verhaftet, da er am landesweiten Kartoffelboykott teilgenommen hatte. 1958 wurde Nkobi mit der Umsetzung des Mandela-Plans betraut, der die politische Arbeit des ANC durch örtliche Kleingruppen effektiver machen sollte. Während des 1960 ausgerufenen Ausnahmezustands wurde er verhaftet. Nach seiner Freilassung und dem 1960 verhängten Bann gegen den ANC arbeitete er im Untergrund als National Organiser. 1961 wurde er selbst gebannt und 1962 unter Hausarrest gestellt. Im April 1963 floh er ins Exil nach Daressalam in Tansania; im Folgejahr zog er in das sambische Lusaka, wo er bis 1968 Chief Representative (etwa „Höchster Repräsentant“) des ANC war.
1968 bis 1973 war er stellvertretender Schatzmeister des ANC unter Moses Kotane. 1973 übernahm er erst kommissarisch, ab 1977 formell dessen Position und wurde auf den folgenden Nationalkonferenzen stets wiedergewählt. Er nahm von 1974 bis 1993 an fast allen bilateralen Treffen mit schwedischen Unterstützergruppen teil. Nach der Legalisierung des ANC in Südafrika kehrte Nkobi dorthin zurück. Er blieb Schatzmeister und erhielt je einen Sitz im National Executive Committee und im National Working Committee des ANC. Nkobi verwaltete das ANC-Budget für die ersten freien Wahlen 1994, die der ANC gewann, und erlangte bei dieser Wahl einen Sitz in der Nationalversammlung.
Nach einem Schlaganfall starb Thomas Nkobi am 25. September 1994, nur wenige Monate nach der Wahl. Er wurde auf dem Heroes’ Acre („Heldenacker“) in Soweto beerdigt, einem Teil des Avalon Cemetery.

## Ehrungen
2004 erhielt Nkobi postum den Order of Luthuli in Gold. Er wurde für seinen „außergewöhnlichen und selbstlosen Beitrag zum Kampf für ein nicht-rassisches, nicht-sexistisches, freies und demokratisches Südafrika“ ausgezeichnet. Der Friedhof South Park Cemetery in Boksburg wurde in Thomas Titus Nkobi Memorial Park umbenannt.

## Filme
- Hold up the Sun: The ANC and Popular Power in the Making. Ulibambe lingashoni. Episode 3: Submit or fight [1958–1969] (52 min.): Interview mit Thomas Nkobi. Ster-Kinekor Video, Braamfontein, Johannesburg, 1993.